# تنفس كوسماول

مخطط يوضح تنفس كوسماول ويميزه عن بقية أنماط التنفس المرضية.

تنفس كوسماول (بالإنجليزية: Kussmaul breathing)‏ هو نمط تنفّس جهدي عميق يرتبط غالباً بالحمّاض الأيضي الشديد، وخاصةً الحماض الكيتوني السكري (DKA)، بالإضافة إلى الفشل الكلوي. هو عبارة عن شكل من أشكال فرط التنفس، أي نمط التنفس الذي يقلل ثاني أكسيد الكربون في الدم بسبب زيادة معدل أو عمق التنفس.

في الحمّاض الأيضي، يكون التنفس في البداية سريع وضحل، ولكن مع تفاقم الحمّاض، يغدو التنفس أكثر صعوبة ويصبح تدريجياً أكثر عمقاً وجهدياً. ويطلق على هذا الأخير بتنفس كوسماول.

## الاصطلاح
أشار أدولف كوسماول، والذي قدّم لهذا المصطلح، إلى أنه نمط التنفس الذي يحدث عندما يكون الحماض الأيضي شديداً كفاية لأن يبقى معدل التنفس طبيعياً أو منخفضاً. تجدر الملاحظة أن تنفس كوسماول لا يحدث إلا في مراحل متقدمة من الحماض، ونادراً ما يتم الوصول إليه. في الحالات الأقل شدة من الحماض، يشاهد تنفس سريع وضحل. تنفس كوسماول هو نوع من تنفس عميق جداً، حيث يتنفّس المريض بشكل يشبه اللهاث في بعض الأحيان.

## التاريخ
يدعى التنفس كوسماول نسبةً لألدولف كوسماول، الطبيب الألماني الذي لاحظ هذا النمط من التنفّس لأول مرة في القرن التاسع عشر بين مرضى داء السكري المتقدم. علامة كوسماول هي أيضاً من الاكتشافات التي تنسب لكوسماول ويجب تمييزها عن تنفس كوسماول.

## الآلية
تنفس كوسماول هو تعويض الجهاز التنفسي للحماض الأيضي (الاستقلابي)، وأكثر شيوعاً لدى مرضى السكري في الحماض الكيتوني السكري. تظهر غازات دم المريض في تنفس كوسماول انخفاضاً في الضغط الجزئي لثاني أكسيد الكربون بالتزامن مع انخفاض البيكربونات بسبب زيادة التنفس القسري. يشعر المريض بالحاجة إلى التنفس بعمق، وهو "جوع هواء"، ويبدو أنه غير طوعي.

يؤدي الحماض الأيضي بسرعة إلى فرط تنفس، ولكنه يميل في البداية إلى يكون سريعاً وضحلاً نسبياً. يتطوّر تنفس كوسماول في الوقت الذي تزداد فيه شدّة الحمّاض. في الواقع، يعتبر تنفس كوسماول علامة من علامات الغيبوبة والموت الوشيك في مرضى السكري.